# 彭汉
彭汉，江西万年人，明朝政治人物。

## 生平
嘉靖七年（1528年）戊子科江西鄉試第五十八名舉人。
彭汉曾于1595年接替程煃任崇明县知县一职，1597年由卢复元接任。